# Nederland op het Eurovisiesongfestival 1986
Nederland nam deel aan het Eurovisiesongfestival 1986 in Bergen, Noorwegen. Het was de 30ste deelname van het land aan het Eurovisiesongfestival. De NOS was verantwoordelijk voor de Nederlandse bijdrage.

## Selectieprocedure
Het Nationaal Songfestival werd op 1 april 1986 gehouden in theater de Flint in Amersfoort. De show werd gepresenteerd door Pim Jacobs.
Aan deze nationale finale deden in totaal vijf artiesten mee die elk twee liedjes mochten zingen.
De winnaar werd gekozen door 12 regionale jury's.
| Volgorde | Artiest        | Lied                  | Punten | Plaats |
| -------- | -------------- | --------------------- | ------ | ------ |
| 1        | Michelle       | Benjamin              | 68     | 7      |
| 2        | Jody Pijper    | Sam                   | 83     | 4      |
| 3        | Frizzle Sizzle | Alles heeft een ritme | 117    | 1      |
| 4        | Astrid Marz    | De stilte na de storm | 32     | 9      |
| 5        | DeeDee         | Fata morgana          | 96     | 2      |
| 6        | Michelle       | Alleen jouw lach      | 26     | 10     |
| 7        | Jody Pijper    | Muziek                | 79     | 6      |
| 8        | Frizzle Sizzle | Eenmaal jong          | 82     | 5      |
| 9        | Astrid Marz    | Nooit meer            | 35     | 8      |
| 10       | DeeDee         | (Ik speel) de clown   | 85     | 3      |

## In Noorwegen
Nederland moest tijdens het Eurovisiesongfestival als zevende van twintig landen aantreden, voorafgegaan door IJsland en gevolgd door Turkije. Op het einde van de puntentelling bleek dat Frizzle Sizzle op de 13de plaats was geëindigd met een totaal van 40 punten.
België had geen punten over voor het Nederlandse lied.

### Gekregen punten
| 12 punten | 10 punten   | 8 punten  | 7 punten             | 6 punten                      |
| --------- | ----------- | --------- | -------------------- | ----------------------------- |
|           | - Duitsland | - Israël  | - Portugal - Turkije |                               |
| 5 punten  | 4 punten    | 3 punten  | 2 punten             | 1 punt                        |
|           |             | - Finland | - Joegoslavië        | - Cyprus - Luxemburg - Spanje |

### Punten gegeven door Nederland
Punten gegeven in de finale:
| 12 punten | Zwitserland |
| 10 punten | België      |
| 8 punten  | Luxemburg   |
| 7 punten  | Joegoslavië |
| 6 punten  | Turkije     |
| 5 punten  | IJsland     |
| 4 punten  | Denemarken  |
| 3 punten  | Zweden      |
| 2 punten  | Noorwegen   |
| 1 punt    | Finland     |

1956 · 1957 · 1958 · 1959 · 1960 · 1961 · 1962 · 1963 · 1964 · 1965 · 1966 · 1967 · 1968 · 1969 · 1970 · 1971 · 1972 · 1973 · 1974 · 1975 · 1976 · 1977 · 1978 · 1979 · 1980 · 1981 · 1982 · 1983 · 1984 · 1985 · 1986 · 1987 · 1988 · 1989 · 1990 · 1991 · 1992 · 1993 · 1994 · 1995 · 1996 · 1997 · 1998 · 1999 · 2000 · 2001 · 2002 · 2003 · 2004 · 2005 · 2006 · 2007 · 2008 · 2009 · 2010 · 2011 · 2012 · 2013 · 2014 · 2015 · 2016 · 2017 · 2018 · 2019 · 2020 · 2021 · 2022 · 2023 · 2024 · 2025